# Municipal Coto Brus
El Municipal Coto Brus es un club de fútbol costarricense de la ciudad de San Vito fundado en el año 2003 en la provincia de Puntarenas. Actualmente milita en la Primera de LINAFA. En el año 2005 ascendió a la segunda división de Costa Rica.

## Palmarés
- Primera División de LINAFA: 1

2004/2005

## Estadio
El Municipal Coto Brus juega sus partidos de local en el Estadio Hamilton Villalobos, ubicado en el centro de San Vito de Coto Brus. Cuenta con un aforo para 4.000 personas. También en ocasiones especial se traslada a jugar al estadio San Rafael de Sabalito.

## Uniforme
- Titular: Camiseta negra, pantaloneta negra y medias negras.[1]
- Alternativo: Camiseta blanca, pantaloneta blanca y medias blancas.